# Alive (canção de Krewella)
"Alive" é uma canção do trio americano de electro house e dubstep Krewella. Essa canção foi lançada originalmente em junho de 2012 como o segundo single do seu EP Play Hard, mas foi relançado em fevereiro de 2013. Alive tornou-se seu primeiro hit top 40 sobre os EUA Billboard Hot 100, chegando a 32. Alive é considerado por muitos a canção assinatura de Krewella.

## Vídeo Musical
O videoclipe de Alive foi lançado no Vimeo no dia 5 de dezembro de 2012, e 18 de dezembro de 2012 no YouTube e Vevo. O vídeo mostra o trio dançando num deserto, queimando pandas de pelúcia e quebrando uma casa.

## Lista de Músicas
| Download Digital |                                      |         |  |
| N.º              | Título                               | Duração |  |
| 1.               | "Alive"                              | 3:27    |  |
| 2.               | "Alive" (Hardwell Remix)             | 5:54    |  |
| 3.               | "Alive" (Cash Cash & Kalkutta Remix) | 5:32    |  |
| 4.               | "Alive" (Pegboard Nerds Remix)       | 5:15    |  |

## Desempenho nas tabelas musicais
| Tabela musical (2013)                             | Melhor posição |
| ------------------------------------------------- | -------------- |
| Bélgica (Ultratip Flandres)                       | 24             |
| Bélgica (Ultratip Valónia)                        | 22             |
| Canadá (Canadian Hot 100)                         | 50             |
| Checoslováquia (IFPI)                             | 30             |
| França (SNEP)                                     | 159            |
| México Ingles Airplay (Billboard)                 | 5              |
| Países Baixos (Single Top 100)                    | 81             |
| Polónia (Dance Top 50)                            | 28             |
| Eslovênia (IFPI)                                  | 96             |
| Estados Unidos Billboard Hot 100                  | 32             |
| Estados Unidos Mainstream Top 40                  | 9              |
| Estados Unidos Dance/Electronic Songs (Billboard) | 5              |